# هشام حافظ
هشام حافظ (انگلیسی: Hisham Hafiz؛ ۲۸ آوریل ۱۹۳۱ – ۲۶ فوریه ۲۰۰۶) روزنامه‌نگار اهل عربستان سعودی بود. او از بنیانگذاران روزنامه عرب نیوز و مجله سیدتی است.